# 阿部致康
阿部 致康（あべ おきやす）は、安土桃山時代から江戸時代前期にかけての武士。陸奥国湯長谷藩（福島県いわき市）の家臣、阿部五次右衛門家の祖。官位は従五位下・右衛門尉、右京亮。

## 経歴
准大臣・勧修寺晴豊の五男として誕生。初名は勧修寺致房（または、勧修寺致康）。始め神祇管領長上・吉田兼治の猶子、のち出家し愛宕山大善院の別当となる。
慶長8年（1603年）、兄・勧修寺光豊（武家伝奏）の命で還俗し徳川家康に仕える。のちに、徳川家康より偏諱「康」の字を賜い武士となる。寛永3年（1626年）、大坂城代・阿部正次の猶子となり、阿部右京と称す。
養子（孫）・阿部房豊（五次右衛門）は、大坂定番・遠山政亮（初代・湯長谷藩主）に仕え、子孫は代々給人格（扶持米取）に列す。